# Liste der Kulturdenkmale in Steinfort
In der Liste der Kulturdenkmale in Steinfort sind alle Kulturdenkmale der luxemburgischen Gemeinde Steinfort aufgeführt (Stand: 20. September 2022).

## Kulturdenkmale nach Ortsteil

### Hagen
| Bild                                 | Bezeichnung                          | Lage                       | Beschreibung | Stufe | Eingetragen seit |
| ------------------------------------ | ------------------------------------ | -------------------------- | ------------ | ----- | ---------------- |
| ehemaliges Haus des Schrankenwärters | ehemaliges Haus des Schrankenwärters | 25, rue Principale (Karte) |              | IS    | 9. Februar 2018  |
| ehemaliger Bahnhof                   | ehemaliger Bahnhof                   | 23, rue Principale         |              | IS    | 9. Februar 2018  |

### Kleinbettingen
| Bild    | Bezeichnung | Lage                         | Beschreibung | Stufe | Eingetragen seit |
| ------- | ----------- | ---------------------------- | ------------ | ----- | ---------------- |
| Gebäude | Gebäude     | rue du chemin de fer (Karte) |              | PCN   | 6. November 2020 |
| Eiche   | Eiche       | rue de la Montagne (Karte)   |              | IS    | 19. Juli 2001    |

### Steinfort
| Bild                      | Bezeichnung               | Lage                             | Beschreibung | Stufe | Eingetragen seit  |
| ------------------------- | ------------------------- | -------------------------------- | ------------ | ----- | ----------------- |
| Wohnhaus                  | Wohnhaus                  | 94, rue de Hobscheid (Karte)     |              | PCN   | 12. November 2010 |
| Weitere Bilder            | Villa Collart mit Park    | 15, rue de Hobscheid (Karte)     |              | PCN   | 2. März 2018      |
| zwei Eisenbahnbrücken     | zwei Eisenbahnbrücken     | (Karte)                          |              | IS    | 14. April 2010    |
| ehemalige Elektrozentrale | ehemalige Elektrozentrale | 1, rue Collart (Karte)           |              | IS    | 30. Mai 2018      |
| ehemalige Scheune         | ehemalige Scheune         | 1, square Général Patton (Karte) |              | IS    | 5. Juni 2018      |

Legende: PCN – Immeubles et objets bénéficiant des effets de classement comme patrimoine culturel national; IS – Immeubles et objets inscrits à l’inventaire supplémentaire

## Quelle
- Liste des immeubles et objets beneficiant d’une protection nationales, Nationales Institut für das gebaute Erbe, Fassung vom 12. September 2022, S. 121 (PDF)

- Karte mit allen Koordinaten:
- OSM |
- WikiMap